# Gewis
Gewis appare nella Cronaca anglosassone come figlio di Wig e discendente di Woden. Viene anche citato come il padre di Esla, padre di Elesa e padre di Cerdic del Wessex che invase la Britannia fondando il regno del Wessex. È a causa sua che il popolo di Cerdic viene chiamato Gewissæ.